# Beukmolen

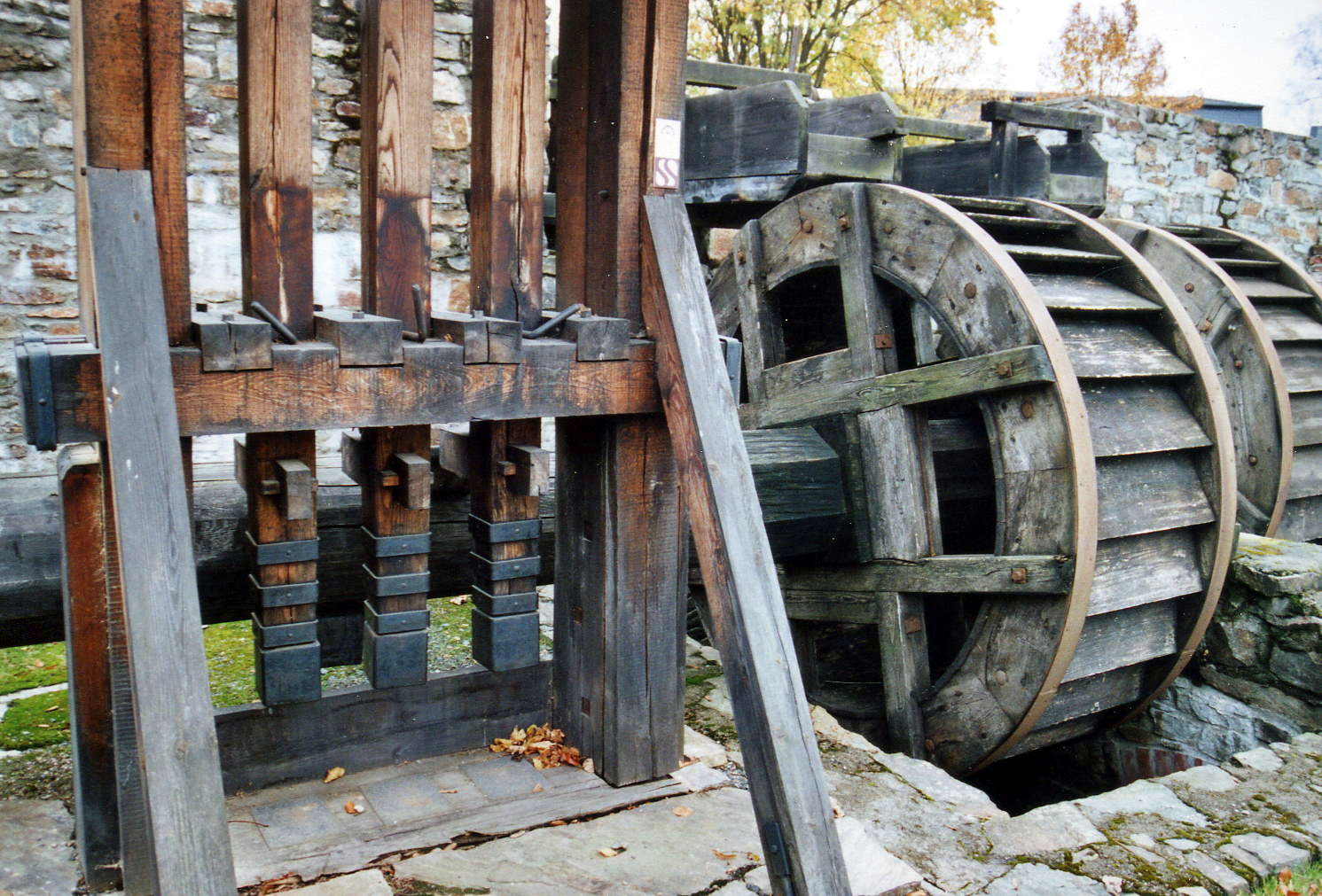
Stampmechanisme van een watermolen bij een koperfabriek

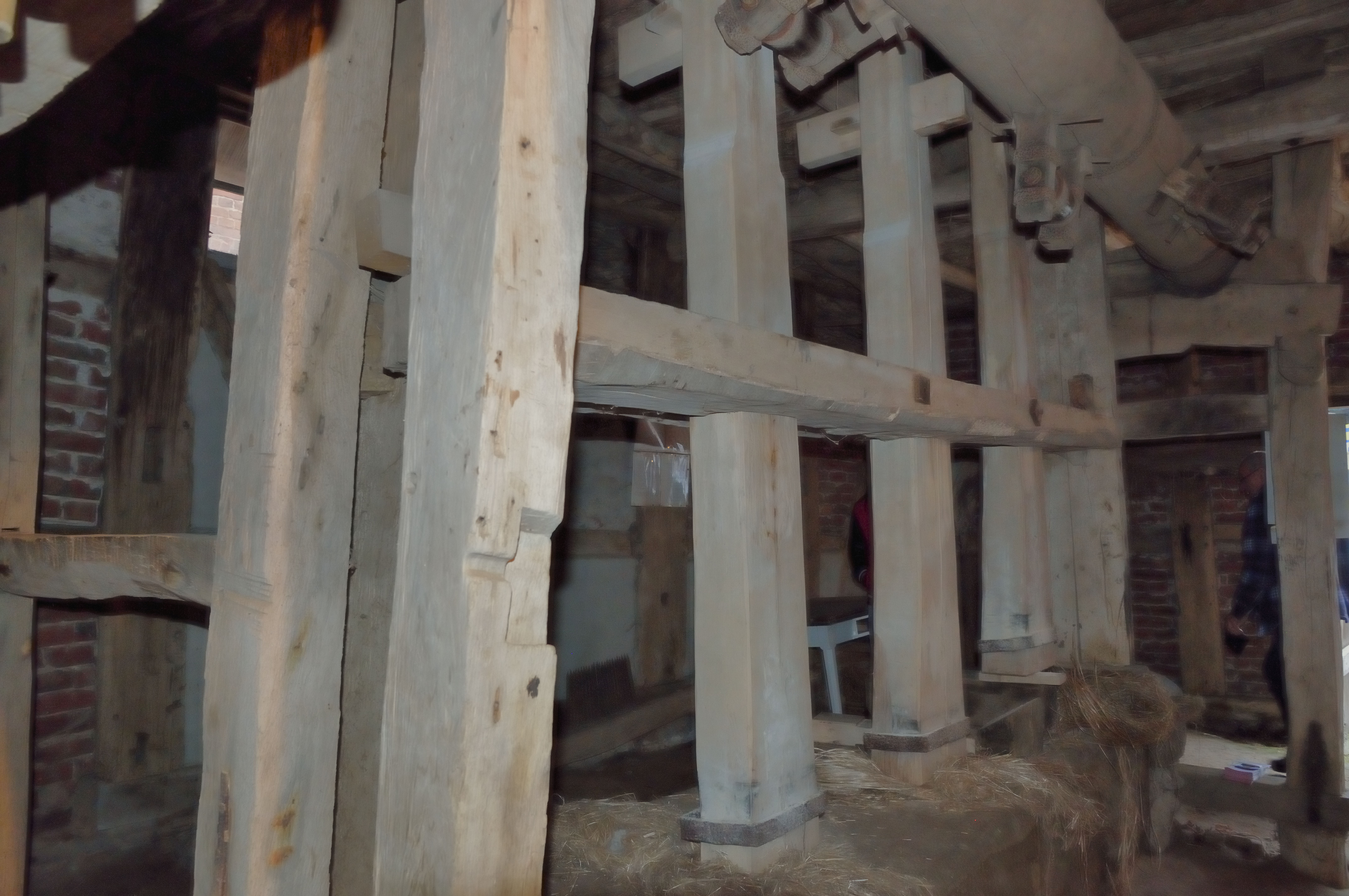
Stampers van de Rossmühle Oberbauerschaft

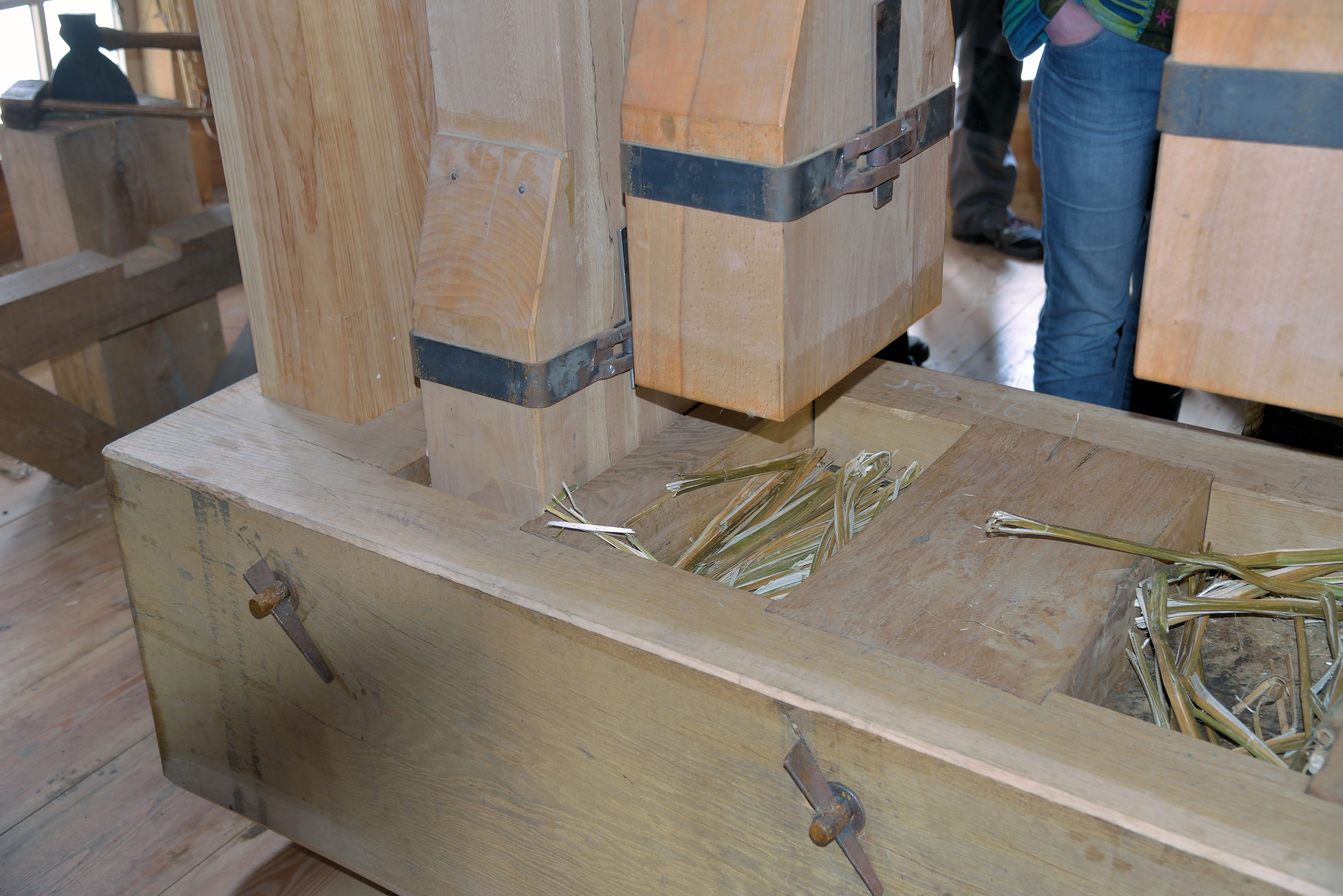
Stampers van molen De Paauw

Een beukmolen is een wind- of watermolen met een mechanisme dat gebruikt wordt om te beuken. Door stampers werden materialen geplet en aldus soepeler gemaakt of gebroken. Hennep of ander materiaal, zoals
bestanddelen van lijnkoeken voor vee, werd gebeukt om het geschikt te maken voor verdere verwerking.
In Nederland waren beukmolens meestal windmolens. In België werden ze vrijwel altijd aangedreven door waterkracht. De Terlaemenmolen bij Viversel is daar een voorbeeld van.

## Hennepmolens
Bekend zijn vooral de hennepbeukmolens of braakmolens die gebruikt werden om de houtige delen van de gedroogde vlas- en vooral ook hennepstengels te breken (het braken) en aldus de houtige delen te verwijderen, waardoor de vlas- of hennepvezels vrijkwamen.
Het braken is een bewerkingsstap die ná het roten en vóór het zwingelen plaatsvindt, en waarbij de houtige delen worden gebroken. Dit braken is een zeer ongezonde bezigheid, een reden waarom men werktuigen heeft uitgedacht om deze arbeidsstap goedkoper, doelmatiger en gezonder te maken. Deze werktuigen konden aangedreven worden door een molen, waarbij de bundels vlas of hennep op een hardstenen komvormige bodem werden gelegd, waaroverheen een ronde steen, vaak een afgekeurde molensteen, bewoog. Bij een hennepklopper daarentegen, zoals bijvoorbeeld De Paauw in de Zaanstreek, worden de stengels met stampers bewerkt.
Hennepvezels werden in beukmolens verwerkt als de grondstof voor de zeildoekindustrie en het maken van touw. In de Zaanstreek hebben in totaal 24 hennepkloppers gestaan, waarvan de helft in Krommenie. 